# 魚町銀天街

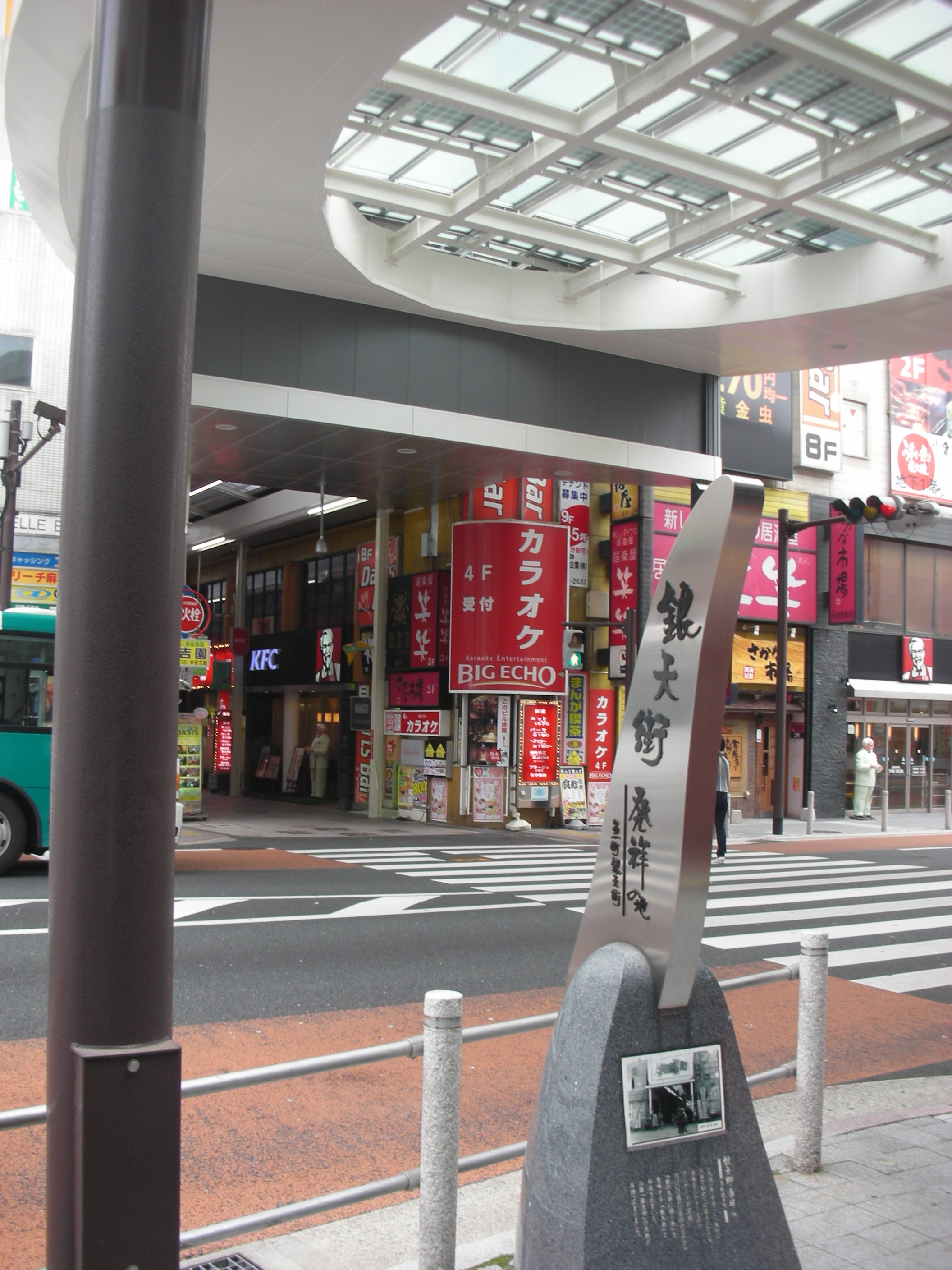
魚町銀天街と「銀天街発祥地」の碑（2010年6月）

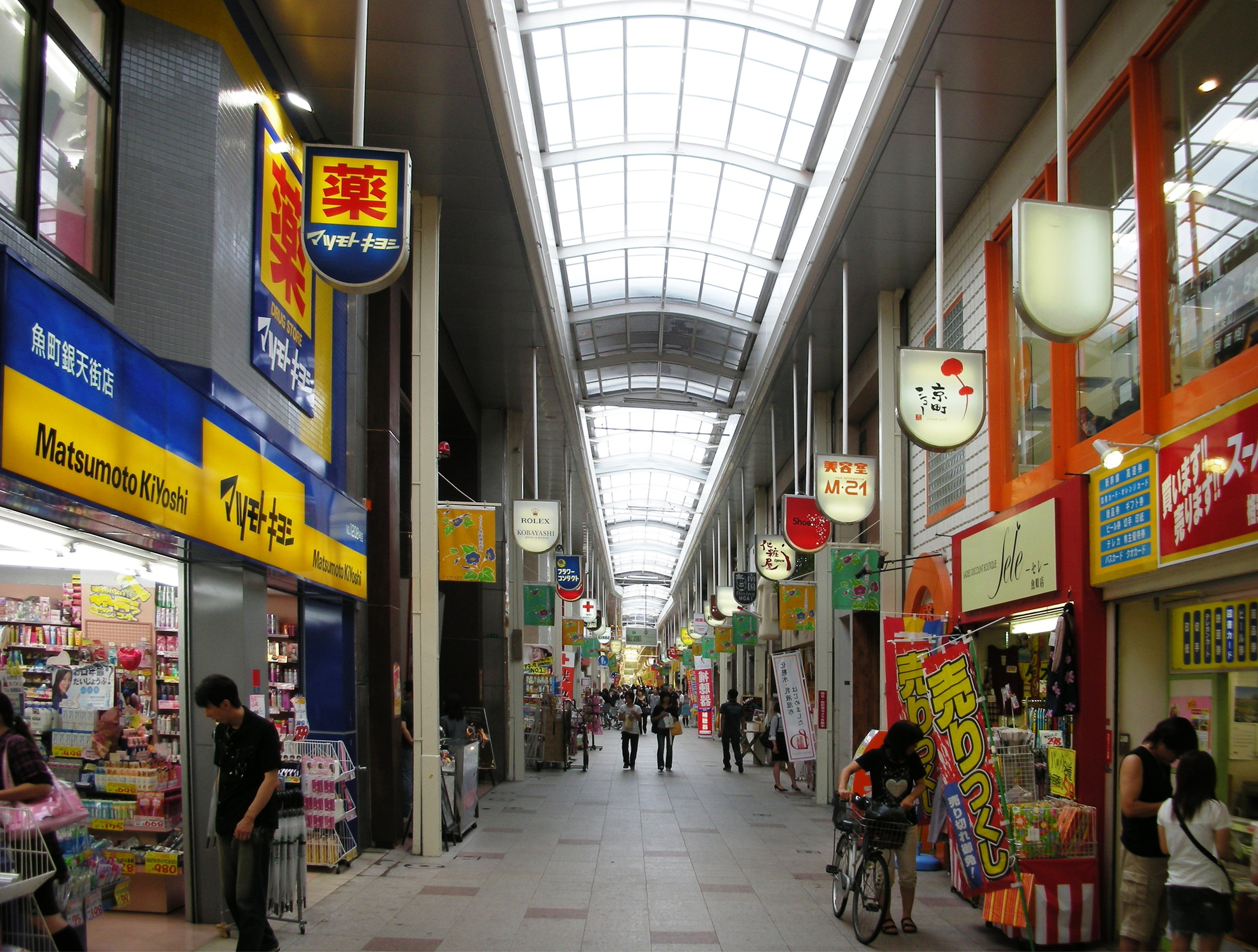
魚町銀天街（魚町1丁目）

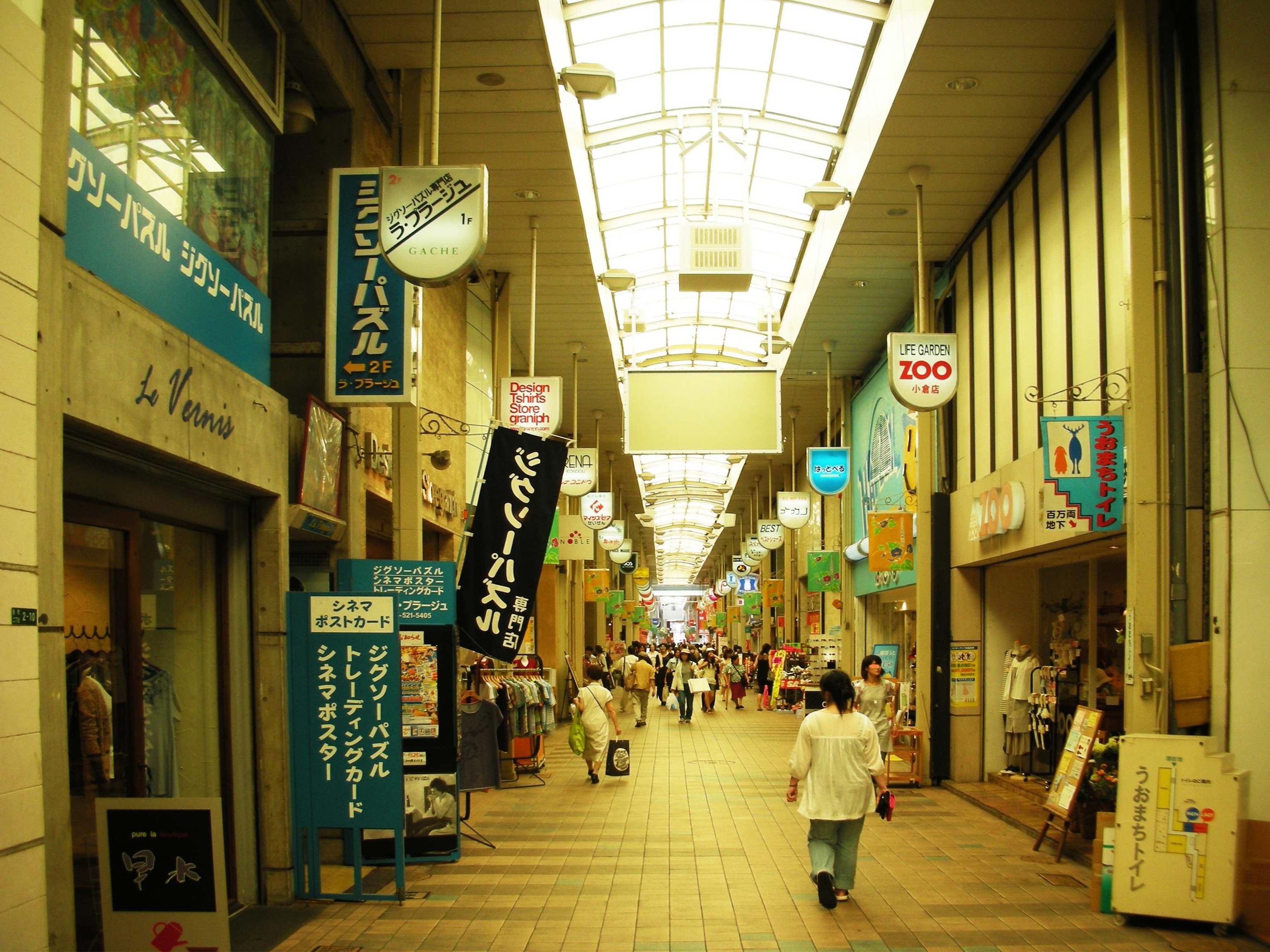
魚町銀天街（魚町2丁目）

魚町銀天街（うおまちぎんてんがい）とは、福岡県北九州市小倉北区魚町にある商店街。公道上にアーケードが架かるアーケード商店街の日本における発祥の地であり、北九州市の中心的商店街である。

## 概要
北端は小倉駅に近い。小倉駅から南下するように通りがある。中間地点に幹線道路（国道199号、通称：勝山通りまたは旧電車通り）の交差点があり、信号待ちをすることになる。幹線道路上にも屋根があり、雨にぬれることはない。南端は道路を挟んで旦過市場に接続している。アーケードは旦過市場へ接続されていない。
セントシティ北九州・井筒屋小倉本店といった百貨店には直接つながっていないが、この魚町銀天街は「縦（南北）軸」の商店街であり、複数の「横（東西）軸」の商店街、アーケード街がつながっている。2003年のリバーウォーク北九州の開業以降は、これら他の商店街などとともに、大型商業施設をつなぐ回廊としての役割を担うことを目指しており、大型商業施設側も魚町銀天街などに買い物客が流れるよう様々な取り組みを行っている。また、7月の小倉祇園太鼓の時期は通行量も多く、セールなどで華やかになる。祇園太鼓の時期は夜は太鼓が演じられ、音も響き、夏の風物詩でもある。
勝山通り沿いの歩道に「銀天街発祥地」の碑があり、下記の説明文が記されている。
1951年10月ここ魚町に日本ではじめて公道上にかかる全長130mのアーケードが完成。6,000通の公募作のなかから『銀の天井に輝く街』を意味する『銀天街』と命名されました。以降『銀天街』の名称が各地へ広まりました。
国内各地の商店街同様、歩行者通行量の減少が課題となっていたため、2008年7月に中心市街地活性化法に基づく中心市街地活性化基本計画（小倉地区）が認定を受け、活性化に向けた様々な取り組みが進められている。魚町銀天街のショッピングモール化事業として、現在勝山通りで分断されている2つのアーケードをジョイントさせる事業が着工し、2010年3月に完成し、「魚町エコルーフ」の愛称がついた。これまで分断されていた2つの商店会組織が共同で取り組む初めてのプロジェクトであり、ハード・ソフト両面で街が一体化することによる活性化に向けた役割が期待されている。オフィシャルサイトも従前は別々であったが、2012年以降統一されている。
ジョイントアーケードの建設と並行してアーケードおよび舗装の改修が行われているほか、大型スクリーンの設置、無線LANサービスや商店街共通のICカードシステム「ウオカ（UOCA）」の導入、倉掛英彰（ミーナ&ザ・グライダー/元NEW DOBB）によるイメージソング「Ubiquitous」 の制作などが行われた。
2011年より、魚町銀天街とサンロード魚町にまたがる既存ビルの再生をはじめとしたリノベーションの取り組みが行われ、全国に取り組みが波及している。2017年7月には、飲食店ビル「ウオマチヒカリテラス」が第一交通産業によって建設され、オープンした。

## UOCA
UOCA（ウオカ）は、2010年4月23日に導入された、銀天街独自の電子マネーである。
システムとしては、当初九州大学や北九州市などが、北九州モノレールで実験を行った「monoca」形式のシステムを導入させることも想定されていたが、FeliCaシステムが広く普及し、九州の主要交通機関が同システムにより相互利用を開始したことも相まって、結局はFeliCaシステムに落ち着いた。
かつてあったポイントシステムは商店街独自のものである。大手流通グループ系の2カードと提携して発行されるが、それらのポイントシステムとの互換性は無いため、注意が必要である。初回発行時に300円が必要（無料キャンペーンが行われる場合あり）。
- nanaco付きUOCA（セブン&アイ系）
- WAON付きUOCA（イオン系）

上記2つに関してはおサイフケータイでも手続きを行った上でUOCAポイントを貯められた。
また、JR九州のSUGOCAも、UOCA導入に併せて手続きを行って利用できるようになった。なお手数料105円を支払う必要がある。さらに、ギラヴァンツ北九州のファンクラブ会員証も、楽天Edyが搭載された2011年以降発行分を手続きの上でUOCAにすることができる。
いずれも、FeliCaに搭載されている「FeliCaポケット」機能を利用しているため、モバイルWAON、nanacoモバイルでUOCAを利用しようとする場合、当該端末にインストールされているアプリケーションの状況によってはUOCAを入れられない（競合するアプリケーションを削除する必要がある）ため、注意する必要がある。
なお、2020年3月31日をもって、ウオカポイントの付与とウオカカードの新規発行を終了し、同年6月30日をもってウオカポイントの交換を終了した。

## 歴史

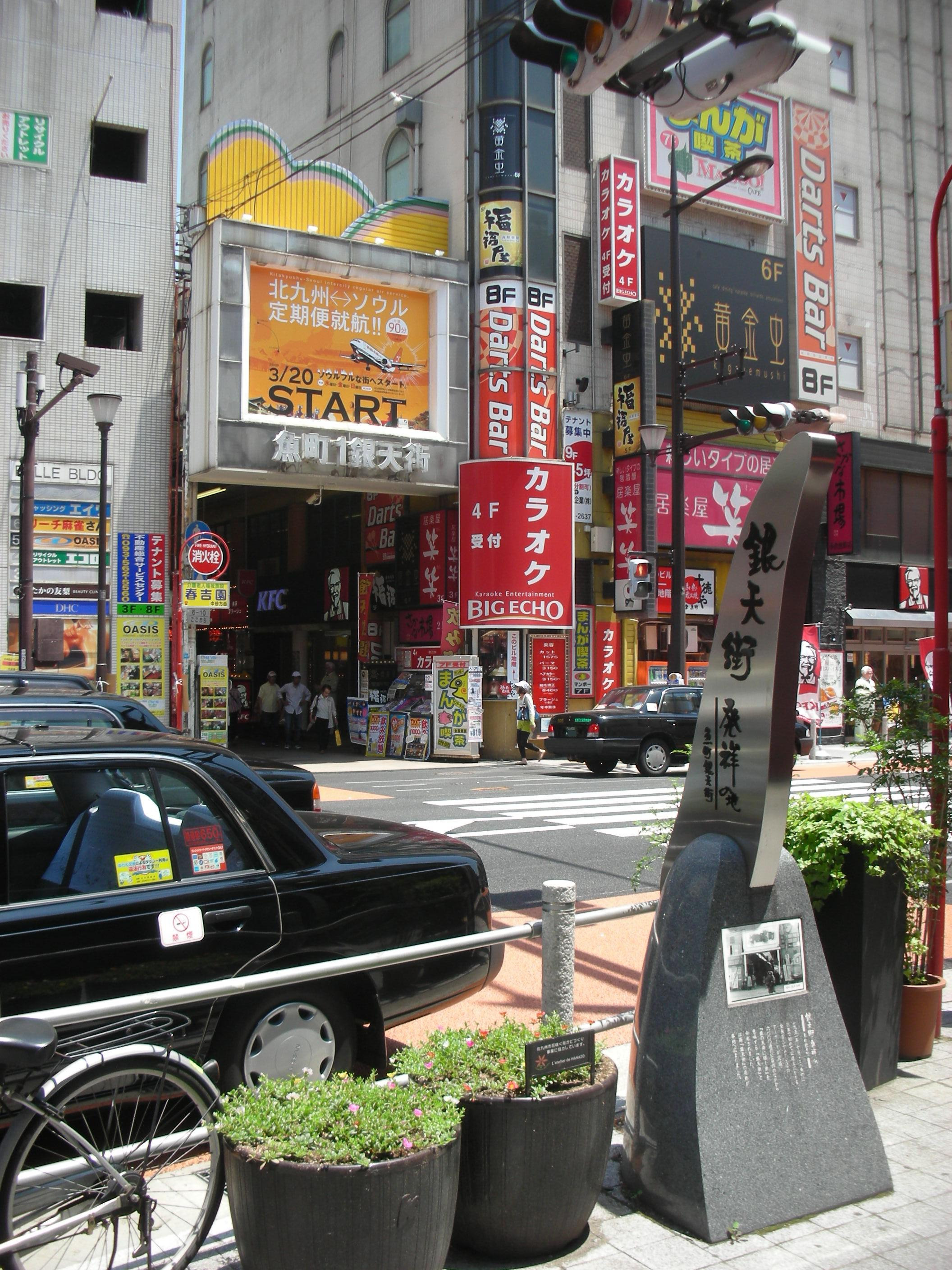
エコルーフ設置前の魚町銀天街（2009年6月）

- 1951年（昭和26年）10月、公道上に架かるものとしては日本初のアーケード（屋根つき商店街）として開業[2][1]。
- 1958年（昭和33年）3月、小倉駅が現在地に移設し、利便性が増す[12]。
- 2010年（平成22年）4月23日、銀天街独自の電子マネーであるUOCA（ウオカ）が導入される。
- 2020年（令和2年）
  - 3月31日、ウオカポイントの付与とウオカカードの新規発行が終了する[11]。
  - 6月30日をもってウオカポイントの交換が終了する[11]。

## 火災

### 2014年
2014年（平成26年）2月6日、魚町三丁目において火災が発生。11棟全半焼、けが人はなかった。

### 2024年
2024年（令和6年）1月3日、魚町一丁目において火災が発生。古い飲食店が建ち並ぶ「鳥町食道街」付近に延焼した。けが人はいなかった。この火災で35店舗、2900メートルが焼失した。

## 交通
- 九州旅客鉄道・鹿児島本線・小倉駅
- 北九州高速鉄道・小倉駅・平和通駅・旦過駅
- 西鉄バス北九州魚町バス停下車